# Jeff Maguire
Pour les articles homonymes, voir Maguire.
Jeff Maguire est un scénariste américain né en 1952.

## Filmographie
- 1981 : À nous la victoire de John Huston
- 1986 : Toby McTeague (en) de Jean-Claude Lord
- 1993 : Dans la ligne de mire de Wolfgang Petersen
- 2003 : Prisonniers du temps de Richard Donner
- 2006 : Rédemption de Phil Joanou

## Nominations
pour le scénario de Dans la ligne de mire
- Oscars du cinéma 1994 : Oscar du meilleur scénario original
- BAFTA 1994 : BAFA du meilleur scénario original
- Writers Guild of America Awards 1994 : meilleur scénario original